# قرية خودان (يريم)

تعديل مصدري - تعديل

قرية خودان هي إحدى قرى عزلة خودان بمديرية يريم التابعة لمحافظة إب، بلغ تعداد سكانها 481 نسمة حسب تعداد اليمن لعام 2004.